# Fartein Valen
Olav Fartein Valen, né le 25 août 1887 à Stavanger (Rogaland), mort le 14 décembre 1952 à Haugesund (Rogaland), est un compositeur et musicologue norvégien.

## Biographie
Né de parents missionnaires, Fartein Valen est élevé dans la foi chrétienne qui le marquera toute son existence, jusque dans ses compositions. En 1906, il vient à Oslo, la capitale, où il étudie l'orgue et la composition au Conservatoire ainsi que, à l'Université d'Oslo, la littérature et les langues. Il sera d'ailleurs polyglotte, et aussi botaniste amateur, cultivant des roses puis des cactus. En 1909, il s'installe un temps à Berlin (Allemagne) où il étudie la composition avec Max Bruch à l'Académie de musique. En 1916, il est de retour en Norvège. Il voyagera également à Paris (France) et à Rome (Italie) au début des années 1920, s'imprégnant d'architecture et de littérature. S'établissant en 1924 à Oslo, il y devient enseignant et archiviste à l'Université (section musique), de 1927 à 1935, année où il obtient du Gouvernement norvégien une subvention. Celle-ci lui permet de se consacrer à plein temps à la composition, jusqu'à la fin de sa vie, période où sa musique est enfin véritablement reconnue : ainsi, son concerto pour violon est joué à Londres (Royaume-Uni) en 1948 et, la même année, sa pièce pour orchestre Sonetto di Michelangelo est donnée à Amsterdam (Pays-Bas). Plus tard, le pianiste Glenn Gould dira son admiration pour Fartein Valen, dont il jouera et enregistrera la sonate no 2 pour piano.
Les premières de ses compositions sont d'un romantisme tardif, puis il s'oriente vers la musique atonale, s'éloignant toutefois du dodécaphonisme et de la musique sérielle d'Arnold Schönberg, pour forger son propre style musical qu'il appellera « contrepoint dissonant », par référence à Johann Sebastian Bach dont il étudia les œuvres à Berlin. On lui doit des pièces pour piano (dont deux sonates), pour orgue, de la musique de chambre, des mélodies, deux concertos, quatre symphonies, ainsi que diverses œuvres pour orchestre et des pièces chorales.

## Œuvres (sélection)
- 1908 : Légende pour piano, op. 1 ;
- 1911 : Psaume 121 pour chœurs et orchestre op. 2 ;
- 1912 : Sonate no 1 pour piano op. 2 (numéro d'opus partagé avec le Psaume 121) ;
- 1919 : Sonate pour violon et piano op. 3 ;
- 1924 : Trio avec piano op. 5 ;
- 1927 : Trois poèmes de Goethe pour soprano et piano op. 6 ; Mignon - Deux poèmes de Goethe pour soprano et orchestre op. 7 ;
- 1929 : Quatuor à cordes no 1 op. 10 ;
- 1930 : Pastorale pour orchestre op. 11 ;
- 1931 : Quatuor à cordes no 2 op. 13 ; Deux motets pour chœur de femmes a cappella op. 14 ; Deux motets pour chœur d'hommes a cappella op. 15 ;
- 1932 : Deux motets pour chœur mixte a cappella op. 16 ; Sonetto di Michelangelo pour orchestre, no 1 op. 17 ;
- 1933 : Cantico di Ringraziamento, no 2 op. 17 ; Nenia sulla morte d'un giovane, no 1 op. 18 ; An die Hoffnung, no 2 op. 18 ; Epithalamion op. 19 (pièces pour orchestre) ;
- 1934 : Le Cimetière marin - titre original - (Kirkegården ved havet) pour orchestre op. 20 ;
- 1935 : Quatre pièces pour piano op. 22 ;
- 1936 : Variations pour piano op. 23 ;
- 1937 : Prélude et Fugue pour piano op. 28 ; Deux préludes pour piano op. 29 ;
- 1939 : Symphonie no 1 op. 30 ; Prélude et Fugue pour orgue op. 33 ; Pastorale pour orgue op. 34 ;
- 1940 : Concerto pour violon et orchestre op. 37 ;
- 1941 : Sonate no 2 pour piano op. 38 ; Deux lieder pour soprano et piano op. 39 ;
- 1944 : Symphonie no 2 op. 40 ;
- 1946 : Symphonie no 3 op. 41 ;
- 1947 : Sérénade pour quintette à vent op. 42 ;
- 1949 : Symphonie no 4 op. 43 ;
- 1950 : Concerto pour piano et orchestre op. 44.

## Note et référence
1. ↑  Fartein Valen, sonate no 2 pour piano - et autres compositeurs - (Glenn Gould plays Contemporary Music, enregistrement de 1972), disque-compact Sony publié en 1992 dans la série The Glenn Gould Edition, réf. SMK 52677.